# 56e Grammy Awards

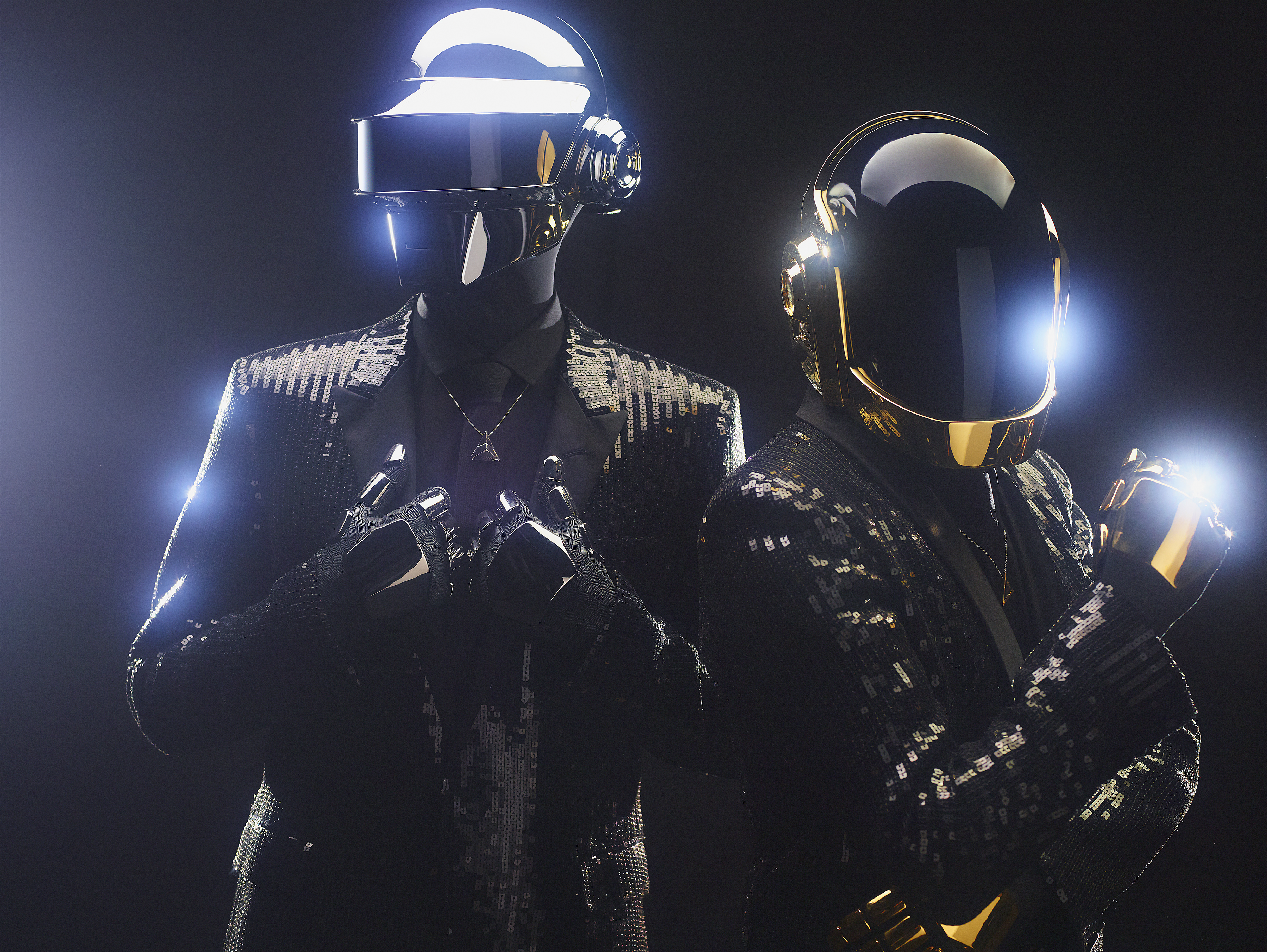
Daft Punk kreeg vier Grammy Awards waaronder die voor Record of the Year voor de gigantische hit Get Lucky.

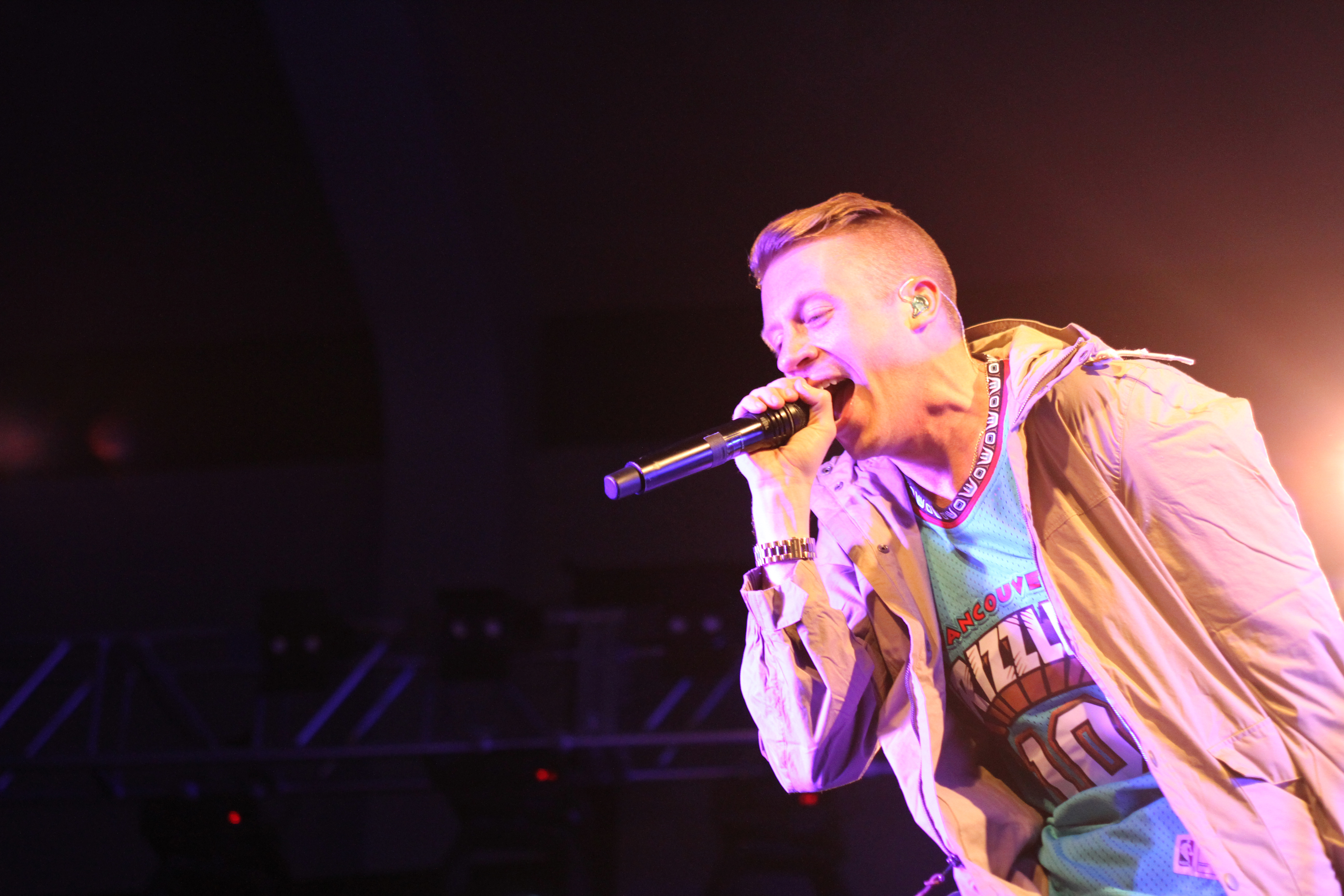
Macklemore & Ryan Lewis verzamelden eveneens vier Grammy's, waaronder die voor beste nieuwe artiest en drie awards in de categorie rap. De categorie waar topgenomineerde Jay-Z overal genomineerd was.

De 56e uitreiking van de jaarlijkse Grammy Awards vond plaats op zondag 26 januari 2014 in het Staples Center theater in Los Angeles. De uitreiking was een paar weken vroeger dan normaal in verband met de Olympische Winterspelen in Rusland die net als de Grammy's door CBS worden uitgezonden.
De hoofdshow werd live uitgezonden op de Amerikaanse tv, terwijl de "Pre-Telecast Ceremony", waarin zo'n 70 Grammy's werden uitgereikt, te zien was via een livestream op Grammy.com. Deze uitreiking vond 's middags plaats in het Nokia Theater, dat naast het Staples Center staat.
De grote winnaars waren Daft Punk, Macklemore & Ryan Lewis, Pharrell Williams en technicus Bob Ludwig. Zij wonnen elk vier prijzen. Daft Punk won Record of the Year en Best Pop Duo/Group Performance voor Get Lucky, en Album of the Year en Best Dance/Electronica Album voor Random Access Memories. 
Rapduo Macklemore & Ryan Lewis won in de categorieën Best New Artist, Best Rap Performance, Best Rap Song en Best Rap Album.
Pharrell Williams won voor zijn werk met Daft Punk (drie prijzen) en in de categorie Producer of the Year.
Technicus Bob Ludwig won zijn prijzen voor zijn technische werkzaamheden voor Daft Punk en voor de techniek op het album Charlie Is My Darling - Ireland 1965 van de Rolling Stones in de categorie voor de beste historische uitgave.
Zeven artiesten en technici wonnen elk drie Grammy's, onder wie Justin Timberlake en Nile Rodgers. Er waren twee prijzen voor onder meer Paul McCartney (beste rocksong en beste lange muziekvideo) en voor nieuwkomer Lorde (beste popsolo en Song of the Year).
Opvallend was dat Jay-Z 'slechts' twee Grammy's won, ondanks zijn negen nominaties. 
Er werden prijzen uitgereikt in 82 categorieën, één meer dan in 2013. De nieuwe categorie was Best American Roots Song, een prijs voor het beste nummer in de genres folk, Americana, zydeco, cajun en andere regionale Noord-Amerikaanse traditionele muziekstijlen.
Verder was er een wijziging in de categorie Best Hard Rock/Metal Performance. Deze omvat vanaf 2014 alleenmetal muziek en werd derhalve omgedoopt in Best Metal Performance. Hard rock valt voortaan onder de al bestaande categorie Best Rock Performance.
De laatste wijziging was de naam van de video-categorieën. De prijs voor de beste korte video(clip) heet vanaf 2014 Best Music Video en de prijs voor een lange video (bijvoorbeeld documentaire of concertverfilming) heet voortaan Best Music Film.
De nominaties voor deze Grammy-uitreiking werden bekendgemaakt op vrijdag 6 december 2013. Er was één Nederlandse productie genomineerd, te weten This Is What It Feels Like van Armin van Buuren & Trevor Guthrie in de categorie Best Dance Recording, waarvoor tevens producer-mixer Benno de Goeij een nominatie ontving. Armin en Benno wonnen echter niet; de winst ging naar de Duitse producer-dj Zedd.

## Winnaars[1]

### Algemeen
- Record of the Year
  - "Get Lucky" - Daft Punk featuring Pharrell Williams & Nile Rodgers
  - Daft Punk (producers); Peter Franco, Mick Guzauski, Florian Lagatta & Daniel Lerner (mixers/technici); Antoine "Chab" Chabert & Bob Ludwig (mastering engineers)
- Album of the Year
  - "Random Access Memories" - Daft Punk
  - Julian Casablancas, DJ Falcon, Todd Edwards, Chilly Gonzales, Giorgio Moroder, Panda Bear, Nile Rodgers, Paul Williams & Pharrell Williams (meewerkende artiesten); Daft Punk, Julian Casablancas, DJ Falcon & Todd Edwards (producers); Peter Franco, Mick Guzauski, Florian Lagatta, Guillaume Le Braz & Daniel Lerner (mixers/technic); Antoine "Chab" Chabert & Bob Ludwig (mastering engineers)
- Song of the Year
  - Joel Little & Lorde (componisten) voor "Royals" (uitvoerende: Lorde)
- Best New Artist
  - Macklemore & Ryan Lewis

### Pop
- Best Pop Solo Performance
  - "Royals" - Lorde
- Best Pop Duo/Group Performance
  - "Get Lucky" - Daft Punk featuring Pharrell Williams & Nile Rodgers
- Best Pop Instrumental Album
  - "Steppin' Out" - Herb Alpert
- Best Pop Vocal Album
  - "Unorthodox Jukebox" - Bruno Mars

### Dance/Electronica
- Best Dance Recording
  - "Clarity" - Zedd featuring Foxes
- Best Dance/Electronica Album
  - "Random Access Memories" - Daft Punk

### Traditional Pop
- Best Traditional Pop Vocal Album
  - "To Be Loved" - Michael Bublé

### Rock
- Best Rock Performance
  - "Radioactive" - Imagine Dragons
- Best Metal Performance
  - "God is Dead?" - Black Sabbath
- Best Rock Song
  - Dave Grohl, Paul McCartney, Krist Novoselic & Pat Smear (componisten) voor "Cut Me Some Slack" (uitvoerenden: Dave Grohl, Paul McCartney, Krist Novoselic & Pat Smear)
- Best Rock Album
  - "Celebration Day" - Led Zeppelin

### Alternative
- Best Alternative Music Album
  - "Modern Vampires of the City" - Vampire Weekend

### R&B
- Best R&B Performance
  - "Something" - Snarky Puppy featuring Lalah Hathaway
- Best Traditional R&B Performance
  - "Please Come Home" - Gary Clark Jr.
- Best R&B Song
  - James Fauntleroy, Jerome Harmon, Timothy Mosley & Justin Timberlake voor "Suit & Tie" (uitvoerende: Justin Timberlake)
- Best Urban Contemporary Album
  - "Unapologetic" - Rihanna
- Best R&B Album
  - "Girl on Fire" - Alicia Keys

### Rap
- Best Rap Performance
  - "Thrift Shop" - Macklemore & Ryan Lewis featuring Wanz
- Best Rap/Sung Collaboration
  - "Holy Grail" - Jay-Z featuring Justin Timberlake
- Best Rap Song
  - Ben Haggerty [Macklemore] & Ryan Lewis (componisten) voor "Thrift Shop" (uitvoerenden: Macklemore & Ryan Lewis ft. Wanz)
- Best Rap Album
  - "The Heist" - Macklemore & Ryan Lewis

### Country
- Best Country Solo Performance
  - "Wagon Wheel" - Darius Rucker
- Best Country Duo/Group Performance
  - "From This Valley" - Civil Wars
- Best Country Song
  - Shane McAnally, Kacey Musgraves & Josh Osborne (componisten) voor "Merry Go 'Round" (uitvoerende: Kacey Musgraves)
- Best Country Album
  - "Same Trailer Different Park" - Kacey Musgraves

### New Age
- Best New Age Album
  - "Love's River" - Laura Sullivan

### Jazz
- Best Improvised Jazz Solo
  - "Orbits" - Wayne Shorter
- Best Jazz Vocal Album
  - "Liquid Spirit" - Gregory Porter
- Best Jazz Instrumental Album
  - "Money Jungle: Provocative in Blue" - Terri Lynne Carrington
- Best Large Jazz Ensemble Album
  - "Night in Calisia" - Randy Brecker, Wlodek Pavlik Trio & the Kalisz Philharmonic
- Best Latin Jazz Album
  - "Song for Maura" - Paquito d'Rivera & Trio Corrente

### Gospel/Contemporary Christian Music
- Best Gospel/Contemporary Christian Music Performance
  - "Break Every Chain (Live)" - Tasha Cobbs
- Best Gospel Song
  - Tye Tribbett (componist) voor "If He Did It Before...Same God (Live)" (uitvoerende: Tye Tribbett)
- Best Contemporary Christian Music Song
  - David Garcia, Ben Glover & Christopher Stevens (componisten) voor "Overcomer" (uitvoerende: Mandisa)
- Best Gospel Album
  - "Greater Than (Live)" - Tye Tribbett
- Best Contemporary Christian Music Album
  - "Overcomer" - Mandisa

### Latin
- Beste latin pop-album
  - "Vida" - Draco Rosa
- Best Latin Rock, Urban or Alternative Album
  - "Treinta Días" - La Santa Cecilia
- Best Regional Mexican Music Album (Including Tejano)
  - "A Mi Manera" - The Mariachi Divas de Cindy Shea
- Best Tropical Latin Album
  - "Pacific Mambo Orchestra" - Pacific Mambo Orchestra

### American Roots
- Best American Roots Song
  - Edie Brickell & Steve Martin (componisten) voor "Love Has Come For You" (uitvoerenden: Edie Brickell & Steve Martin)
- Best Americana Album
  - "Old Yellow Moon" - Emmylou Harris & Rodney Crowell
- Best Bluegrass Album
  - "The Streets of Baltimore" - Del McCoury Band
- Best Blues Album
  - "Get Up!" - Ben Harper & Charlie Musselwhite
- Best Folk Album
  - "My Favourite Picture of You" - Guy Clark
- Best Regional Roots Music Album (Regionale Noord-Amerikaanse muziek, b.v. zydeco, polka, cajun, Hawaiiaanse muziek, indianenmuziek e.d.)
  - "The Dockside Sessions" - Terrence Simien & the Zydeco Experience

### Reggae
- Best Reggae Album
  - "In Concert" - Ziggy Marley

### Wereldmuziek
- Best World Music Album
  - "Savor Flamenco" - Gipsy Kings
  - en
  - "Live: Singing for Peace Around the World" - Ladysmith Black Mambazo

### Kinderrepertoire
- Best Children's Album
  - "Throw a Penny in the Wishing Well" - Jennifer Gasoi

### Gesproken Woord
- Best Spoken Word Album
  - "America Again: Re-Becoming The Greatness We Never Weren't" - Stephen Colbert

### Comedy
- Best Comedy Album
  - "Calm Down Gurrl" - Kathy Griffin

### Musical
- Best Musical Theater Album
  - "Kinky Boots" - Billy Porter & Stark Sands (solisten); Sammy James Jr., Cyndi Lauper, Stephen Oremus & William Wittman (producers); Cyndi Lauper (componist)

### Soundtracks
- Best Compilation Album for Visual Media (Beste soundtrack voor visuele media [film, tv, games, e.d.] die bestaat uit materiaal van verschillende artiesten/componisten, en/of uit eerder uitgebracht materiaal)
  - "Sound City: Real to Reel" - Butch Vig (producer)
- Best Score Soundtrack for Visual Media (Beste soundtrack die speciaal voor de betreffende visuele media is gecomponeerd)
  - "Skyfall" - Thomas Newman
- Best Song Written for Visual Media
  - Adele Adkins & Paul Epworth (componisten) voor "Skyfall" (uitvoerende: Adele)

### Compositie/Arrangementen
- Best Instrumental Composition
  - Clare Fischer (componist) voor "Pensamientos For Solo Alto Saxophone And Chamber Orchestra" (uitvoerende: The Clare Fischer Orchestra)
- Best Instrumental Arrangement
  - Gordon Goodwin (arrangeur) voor "On Green Dolphin Street" (uitvoerenden: Gordon Goodwin's Big Phat Band)
- Best Instrumental Arrangement Accompanying Vocal(s) (Beste instrumentale arrangement voor een opname met zang)
  - Gil Goldstein (arrangeur) voor "Swing Low" (uitvoerenden: Bobby McFerrin & Esperanza Spalding)

### Hoezen
- Best Recording Package
  - Sarah Dodds & Shauna Dodds (ontwerpers) voor "Long Night Moon" (uitvoerende: Reckless Kelly)
- Best Boxed or Special Limited Edition Package
  - Simon Earith & James Musgrave (ontwerpers) voor "Wings over America (Deluxe Edition)" (uitvoerenden: Paul McCartney & Wings)
- Best Album Notes (Beste hoestekst)
  - Neil Tesser (schrijver) voor "Afro Blue Impressions (Remastered & Expanded)" (uitvoerende: John Coltrane)

### Historische uitgaven
- Best Historical Album
  - Teri Landi, Andrew Loog Oldham & Steve Rosenthal (producers); Bob Ludwig (mastering engineer) voor "Charlie Is My Darling - Ireland 1965" (uitvoerenden: Rolling Stones)
  - en
  - Leo Sacks (producer); Joseph M. Palmaccio, Tom Ruff & Mark Wilder (mastering engineers) voor "The Complete Sussex and Columbia Albums" (uitvoerende: Bill Withers)

### Productie & Techniek
- Best Engineered Album, Non-Classical (Beste techniek op een niet-klassiek album)
  - Peter Franco, Mick Guzauski, Florian Lagatta & Daniel Lerner (technici); Antoine "Chab" Chabert & Bob Ludwig (mastering engineers) voor "Random Access Memories" (uitvoerenden: Daft Punk)
- Best Engineered Album, Classical (Beste techniek op een klassiek album)
  - David Frost, Brian Losch & Tim Martyn (technici); Tim Martyn (mastering engineer) voor "Winter Morning Walks" (uitvoerenden: Dawn Upshaw, Maria Schneider, the Australian Chamber Orchestra & St. Paul Chamber Orchestra)
- Producer of the Year, Non-Classical
  - Pharrell Williams
- Producer of the Year, Classical
  - David Frost
- Best Remixed Recording, Non-Classical
  - Cedric Gervais (remixer) voor "Summertime Sadness (Cedric Gervais Remix)" (uitvoerende: Lana Del Rey
- Best Surround Sound Album
  - Al Schmitt (techniek); Tommy LiPuma (producer) voor "Live Kisses" (uitvoerende: Paul McCartney

### Klassieke muziek
Vetgedrukte namen ontvingen een Grammy. Overige uitvoerenden, zoals orkesten, solisten e.d., die niet in aanmerking kwamen voor een Grammy, staan in kleine letters vermeld.
- Best Orchestral Performance (orkest)
  - "Sibelius: Symphonies Nos. 1 & 4" - Minnesota Orchestra o.l.v. Osmo Vänskä
- Best Opera Recording
  - "Adès: The Tempest" - Thomas Adès (dirigent); Simon Keenlyside, Isabel Leonard, Audrey Luna & Alan Oke (solisten); Jay David Saks (producer)
  - Metropolitan Opera Orchestra & Chorus
- Best Choral Performance (koor)
  - "Pärt: Adam's lament" - Tõnu Kaljuste (dirigent)
  - Tui Hirv & Rainer Vilu (solisten); Estonian Philharmonic Chamber Choir, Latvian Radio Choir & Vox Clamantis (koren); Sinfonietta Riga & Tallinn Chamber Orchestra (orkesten)
- Best Chamber Music/Small Ensemble Performance (kamermuziek)
  - "Roomful of Teeth" - Brad Wells & Roomful of Teeth
- Best Classical Instrumental Solo
  - "Corigliano: Conjurer - Concerto For Percussionist & String Orchestra" - Evelyn Glennie (soliste); David Alan Miller (dirigent)
  - The Albany Symphony, orkest
- Best Classical Vocal Solo
  - "Winter Morning Walks" - Dawn Upshaw
  - Australian Chamber Orchestra & St. Paul Chamber Orchestra (orkesten); Maria Schneider; Jay Anderson, Frank Kimbrough & Scott Robinson (overige medewerkenden)
- Best Classical Compendium (Verzameling van losse en/of eerder uitgebrachte klassieke werken)
  - "Hindemith: Violinkonzert; Symphonic Metamorphosis; Konzertmusik" - Christoph Eschenbach (dirigent)
- Best Contemporary Classical Composition (Beste eigentijdse klassieke compositie)
  - Maria Schneider (componiste) voor "Winter Morning Walks" (uitvoerenden: Dawn Upshaw, Australian Chamber Orchestra, St. Paul Chamber Orchestra, Jay Anderson, Frank Kimbrough & Scott Robinson)

### Video/Film
- Best Music Video (clip)
  - "Suit & Tie" - Justin Timberlake featuring Jay Z (uitvoerenden); David Fincher (regisseur); Timory King (producer)
- Best Music Film (documentaire/concertverfilming/e.d.)
  - "Live Kisses" - Paul McCartney (uitvoerende); Jonas Akerlund (regisseur); Violaine Etienne, Aron Levine & Scott Rodger (producers)

## Nominaties
Rapper Jay-Z was het vaakst genomineerd voor een Grammy, namelijk negen keer. Macklemore & Ryan Lewis, Justin Timberlake en Pharrell Williams maakten elk kans op zeven prijzen. Rapper Drake en technicus Bob Ludwig waren beiden genomineerd voor vijf prijzen.
Jay-Z wist slechts twee van zijn negen nominaties te verzilveren (voor Holy Grail en de videoclip van Suit & Tie, beide met Justin Timberlake), terwijl Macklemore & Ryan Lewis en Pharrell Williams het meeste rendement uit hun nominaties haalden: van de zeven nominaties werden vier omgezet in winst. Justin Timberlake won twee van zijn zeven nominaties, terwijl Drake de grootste verliezer was: geen van zijn vijf nominaties werd omgezet in een Grammy.
Hieronder de meeste nominaties. Winnende nominaties zijn vetgedrukt.
*Jay-Z: 9 nominaties
- - Album of the Year: als gast-rapper op het album Good Kid, M.A.A.D. City van Kendrick Lamar
  - Best Pop Duo/Group Performance: "Suit & Tie" (met Justin Timberlake)
  - Best Rap Performance: "Tom Ford"
  - Best Rap Song: "Holy Grail" (met diverse andere componisten)
  - Best Rap/Sung Collaboration: "Part II (On the Run)" (met Beyoncé)
  - Best Rap/Sung Collaboration: "Holy Grail" (met Justin Timberlake
  - Best Rap Album: "Magna Carta...Holy Grail"
  - Best Music Video: "Picasso Baby: A Performance Art Film"
  - Best Music Video: "Suit and Tie" (met Justin Timberlake)

*Justin Timberlake: 7 nominaties
- - Best Pop Solo Performance: "Mirrors"
  - Best Pop Duo/Group Performance: "Suit & Tie" (met Jay-Z)
  - Best Pop Vocal Album: "The 20/20 Experience - The Complete Experience
  - Best R&B Song: "Pusher Love Girl" (als mede-componist)
  - Best Rap/Sung Collaboration: "Holy Grail" (met Jay-Z)
  - Best Rap Song: "Holy Grail" (als mede-componist)
  - Best Music Video: "Suit and Tie" (met Jay-Z)

*Macklemore & Ryan Lewis: 7 nominaties
- - Album of the Year: "The Heist"
  - Song of the Year: "Same Love" (als mede-componisten)
  - Best New Artist
  - Best Rap Performance: "Thrift Shop"
  - Best Rap Song: "Thrift Shop" (als componisten)
  - Best Rap Album: "The Heist"
  - Best Music Video: "Thrift Shop"

*Pharrell Williams: 7 nominaties
- - Record of the Year: "Get Lucky" (met Daft Punk)
  - Record of the Year: "Blurred Lines" (met Robin Thicke en T.I.)
  - Album of the Year: als gastzanger op Random Access Memories van Daft Punk
  - Album of the Year: als gastzanger op Good Kid, M.A.A.D. City van Kendrick Lamar
  - Best Pop Duo/Group Performance: "Get Lucky" (met Daft Punk)
  - Best Pop Duo/Group Performance: "Blurred Lines" (met Robin Thicke en T.I.)
  - Producer of the Year (Non-Classical)

## Grammy Hall of Fame 2014
Zoals elk jaar worden er tijdens de uitreiking van de Grammy Awards een aantal albums en nummers in de Grammy Hall of Fame geplaatst. Het gaat om titels die van grote betekenis zijn geweest voor de ontwikkeling van de muziek sinds het begin van de 20e eeuw. De platen die in 2014 worden opgenomen in de Hall of Fame zijn:
Albums
- "After the Gold Rush" - Neil Young
- "All Things Must Pass" - George Harrison
- "The Chicago Transit Authority" - Chicago
- "Cosmo's Factory" - Creedence Clearwater Revival
- "Doc Watson" - Doc Watson
- "The Joshua Tree" - U2
- Kristofferson - Kris Kristofferson
- "Mary Poppins" - Film Soundtrack
- "Relaxin' with the Miles Davis Quintet" - Miles Davis
- "Woodstock" - Diverse uitvoerenden (opnamen van het Woodstock festival in 1969 en tevens soundtrack van de gelijknamige concertfilm)

Singles
- "Fortunate Son" - Creedence Clearwater Revival
- "Georgia On My Mind" - Hoagy Carmichael & his Orchestra
- "Get up - I feel like being like a sex machine" - James Brown
- "Honky Tonk Women" - Rolling Stones
- "Jolene" - Dolly Parton
- "Low Rider" - War
- "Nobody Knows The Trouble I've Seen" - Louis Armstrong
- "Raindrops Keep Fallin' on My Head" - B.J. Thomas
- "Rapper's Delight" - Sugarhill Gang
- "The Revolution Will Not Be Televised" - Gil Scott-Heron
- "Strange Things Happening Every Day" - Sister Rosetta Tharpe
- "Sweet Home Chicago" - Robert Johnson
- "3 O'Clock Blues" - B.B. King
- "Under the Boardwalk" - The Drifters
- "Walk This Way" - Run DMC
- "Wonderful World" - Sam Cooke
- "Yardbird Suite" - Charlie Parker Septet

De oudste inductee  is Georgia on My Mind van Hoagy Carmichael uit 1930. De meest recente is The Joshua Tree uit 1987.